# Hanøya
Hanøya est une île norvégienne dans le comté de Hordaland. Elle appartient administrativement à Fitjar.

## Géographie
Rocheuse et pratiquement désertique à l’exception d'une légère végétation, elle s'étend sur environ 1,303 km de longueur pour une largeur approximative de 803 m. Elle compte environ sept bâtiments dont des habitations. 